# Wattieza
 (avril 2022).
La mise en forme du texte ne suit pas les recommandations de Wikipédia : il faut le « wikifier ».
Les points d'amélioration suivants sont les cas les plus fréquents. Le détail des points à revoir est peut-être précisé sur la page de discussion.
- Les titres sont pré-formatés par le logiciel. Ils ne sont ni en capitales, ni en gras.
- Le texte ne doit pas être écrit en capitales (les noms de famille non plus), ni en gras, ni en italique, ni en « petit »…
- Le gras n'est utilisé que pour surligner le titre de l'article dans l'introduction, une seule fois.
- L'italique est rarement utilisé : mots en langue étrangère, titres d'œuvres, noms de bateaux, etc.
- Les citations ne sont pas en italique mais en corps de texte normal. Elles sont entourées par des guillemets français : « et ».
- Les listes à puces sont à éviter, des paragraphes rédigés étant largement préférés. Les tableaux sont à réserver à la présentation de données structurées (résultats, etc.).
- Les appels de note de bas de page (petits chiffres en exposant, introduits par l'outil «  Source ») sont à placer entre la fin de phrase et le point final[comme ça].
- Les liens internes (vers d'autres articles de Wikipédia) sont à choisir avec parcimonie. Créez des liens vers des articles approfondissant le sujet. Les termes génériques sans rapport avec le sujet sont à éviter, ainsi que les répétitions de liens vers un même terme.
- Les liens externes sont à placer uniquement dans une section « Liens externes », à la fin de l'article. Ces liens sont à choisir avec parcimonie suivant les règles définies. Si un lien sert de source à l'article, son insertion dans le texte est à faire par les notes de bas de page.
- La présentation des références doit suivre les conventions bibliographiques. Il est recommandé d'utiliser les modèles {{Ouvrage}}, {{Chapitre}}, {{Article}}, {{Lien web}} et/ou {{Bibliographie}}. Le mode d'édition visuel peut mettre en forme automatiquement les références.
- Insérer une infobox (cadre d'informations à droite) n'est pas obligatoire pour parachever la mise en page.

Pour une aide détaillée, merci de consulter Aide:Wikification.
Si vous pensez que ces points ont été résolus, vous pouvez retirer ce bandeau et améliorer la mise en forme d'un autre article.
Genre
Espèces de rang inférieur
- † W. givetiana Stockmans, 1968
- † W. casasiiBerry, 2000

Wattieza est un genre éteint de plante, âgé de 385 millions d'années (Givetien, Dévonien moyen), et appartenant aux cladoxylopsides, proches parents des fougères et des prêles modernes. Il est considéré comme la plus ancienne plante arborescente, et l'un des constituants des plus anciennes forêts. Ses restes fossiles ont été trouvés en Europe, en Amérique du Nord et en Amérique du Sud.

## Description
L'apparence générale de Wattieza devait rappeler celle d'un palmier ou une fougère arborescente moderne, atteignant une hauteur estimé à 8 mètres de haut.
Wattieza avait des frondes, semblables à celles des fougères, plutôt que des feuilles, et qui étaient situées dans la couronne en position verticale, et insérées en hélice sur le tronc. Wattieza perdait probablement ses frondes en grandissant, laissant le tissu superficiel de la tige marqué de cicatrices près de la couronne, formant un tissu de soutien, semblable à celui que possèdent les Arecaceae d'aujourd'hui.
Le tronc, ainsi formé, était mince, avec des rainures longitudinales caractéristiques qui atteignaient la zone près de la couronne, où les cicatrices des frondes apparaissaient. Le système racinaire était similaire à celui des Progymnospermes avec une insertion caractéristique dans la tige. Ainsi, dans la zone souterraine du tronc, il a adopté une morphologie conique inversée et de nombreuses petites racines en ont émergé qui ont pénétré perpendiculairement dans le sol et qui ont dû permettre à la grande plante de rester en position verticale.
Wattieza se reproduisait avec des spores, et comme les Monilophyta actuel, il possédait des frondes stériles et sexuées.

## Découverte de fossiles

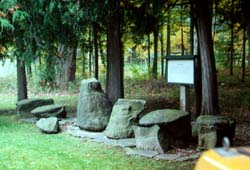
Souches fossiles de Gilboa, New York

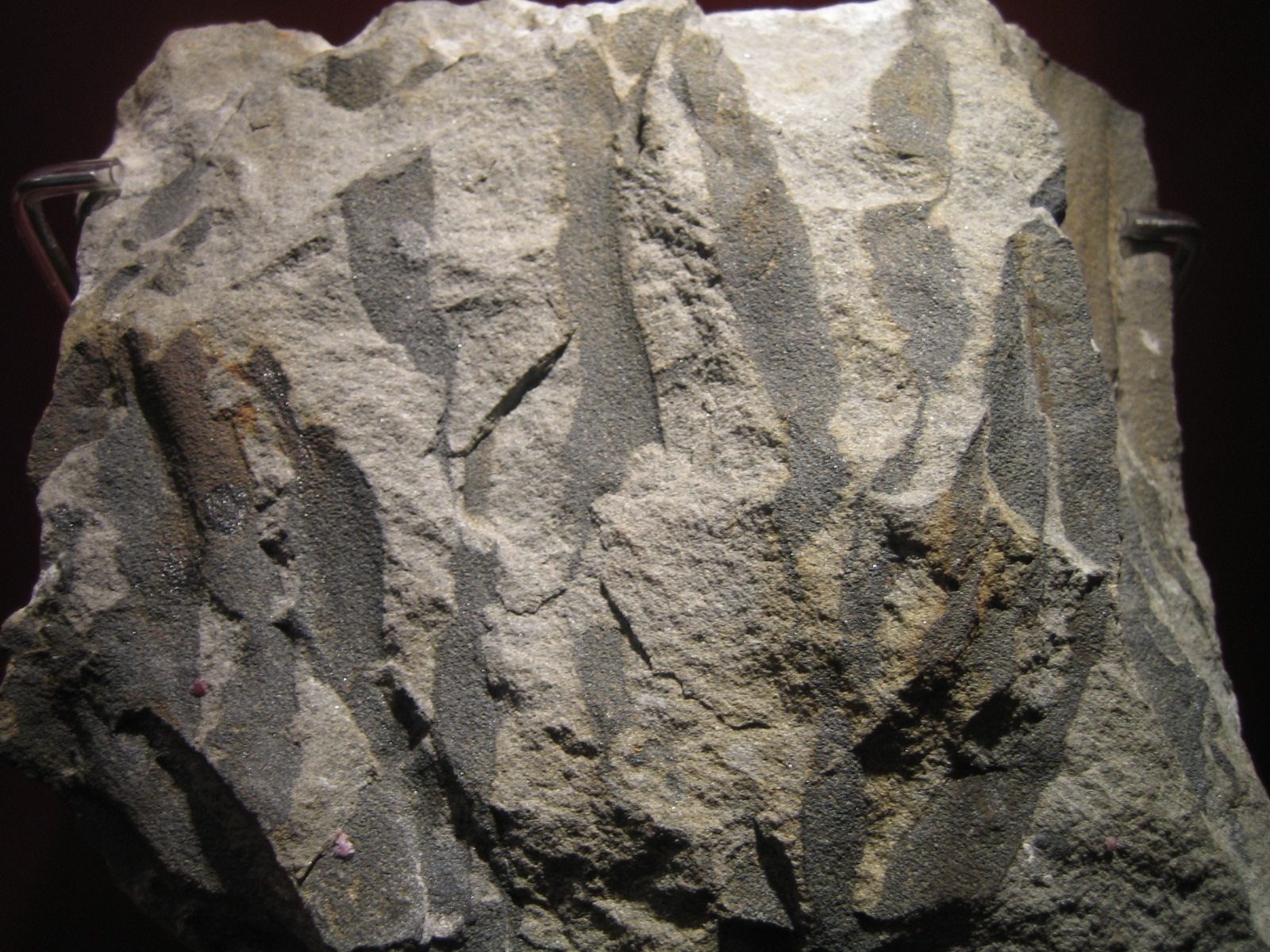
Racines fossiles de Wattieza givetiana (=Eospermatopteris erianus)

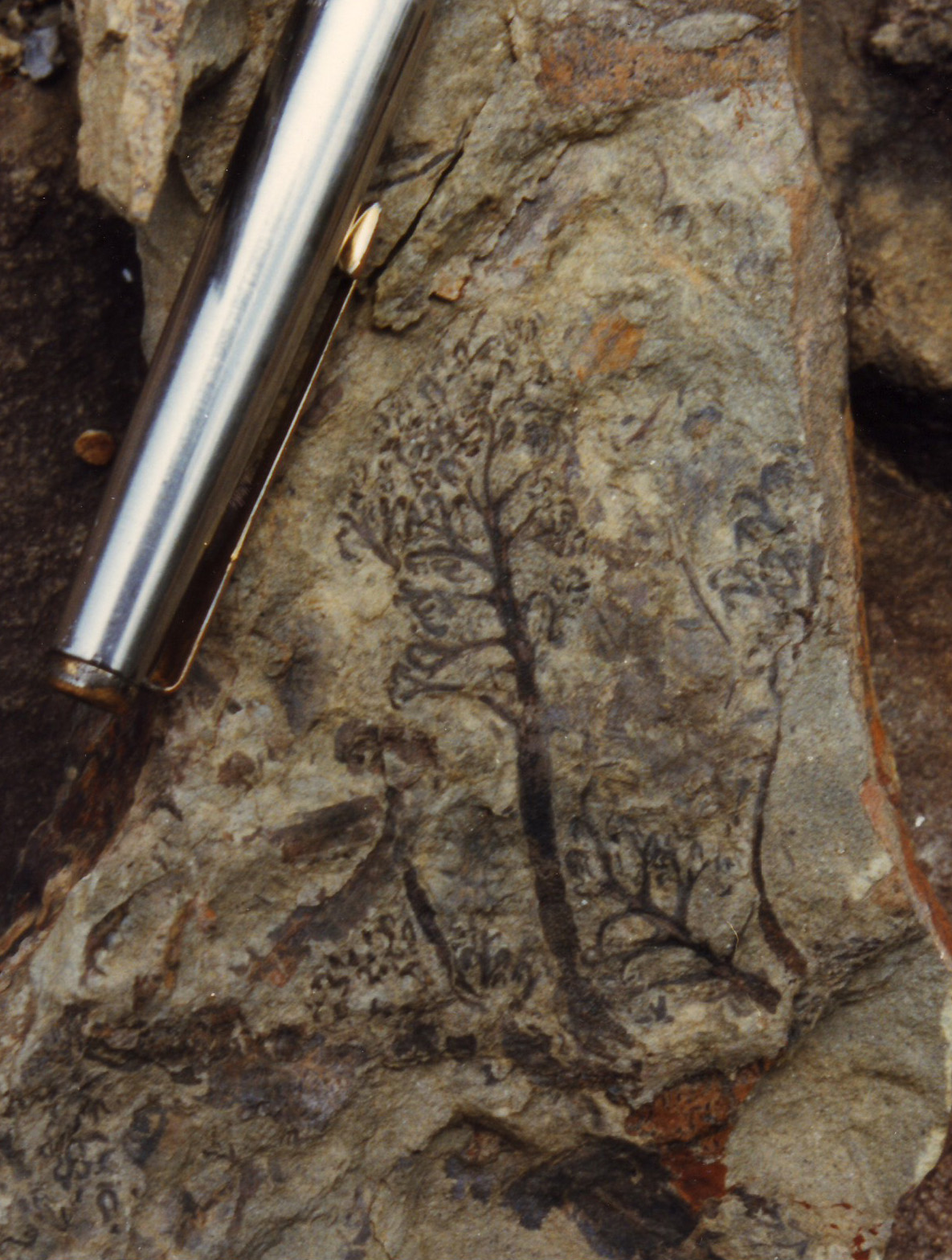
Photographie de plusieurs branches fossiles de Wattieza casaii trouvées dans la Formation de Campo Chico (Dévonien moyen), Sierra de Perija, Venezuela.

En 1870, à Gilboa, dans le comté de Schoharie, New York, des centaines de fossiles de souches d'arbres du Dévonien moyen ont été découverts lors d'une réparation de route endommagée par les inondations. Ce bosquet fossilisé , connue sous le nom de "souches de Gilboa, ont été décrits sous le nom  de Eospermatopteris, bien que la plante complète soit restée inconnue. 
Le paléobotaniste belge François Stockmans a décrit Wattieza givetiana en 1968 à partir de frondes fossiles collectées dans des strates du Dévonien moyen dans la région du Brabant, en Belgique.
Ce n'est qu'en 2005 que la morphologie complète a pu être complétée en trouvant la correspondance in vivo entre ces restes. Ainsi, en 2007, les chercheurs William E. Stein, Frank Mannolini, Linda VanAller Hernick, Ed Landing et Christopher M. Berry, ont rapporté avoir découvert, dans le comté de Schoharie (New York), de nouveaux spécimens fossiles spectaculaires montrant clairement des souches d'Eospermatopteris, identiques à celles de Gilboa, non loin de touffes de frondes de Wattieza.
Une seconde espèce de Wattieza, Wattieza casasii, fût décrite par le géologue et paléobotaniste anglais Chris Berry en 2000 à partir de branches fossiles collectées dans des strates du Dévonien moyen - des mudstones verts et des schistes près de la base de la formation de Campo Chico - dans la Sierra de Perijá, au Venezuela. Le matériel fossile de Wattieza casasii se trouve actuellement au National Museum and Gallery de Cardiff, au Pays de Galles. L'étymologie de l'espèce Wattieza casasii a été attribuée en l'honneur de Jhonny E. Casas, l'un des découvreurs du matériel original.

## Publication
- Stein, W. E., F. Mannolini, L. V. Hernick, E. Landling, and C. M. Berry. 2007. "Giant cladoxylopsid trees resolve the enigma of the Earth's earliest forest stumps at Gilboa", Nature (19 April 2007) 446:904-907.